# Southern Shores
Pour les articles homonymes, voir Shores.
Southern Shores est une ville américaine située dans le comté de Dare dans l'État de Caroline du Nord. En 2010, sa population était de 2 714 habitants.

## Démographie
| 1980 | 1990 | 2000  | 2010  | - | - |
| ---- | ---- | ----- | ----- | - | - |
| 395  | 617  | 2 201 | 2 714 | - | - |

## Source de la traduction
- (en) Cet article est partiellement ou en totalité issu de l’article de Wikipédia en anglais intitulé « Southern Shores, North Carolina » (voir la liste des auteurs).